# Musée Castan

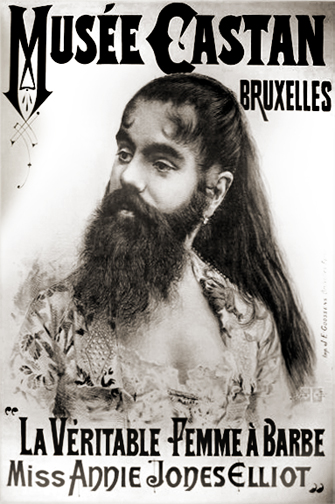
Affiche voor baardvrouw Annie Jones in een freak show.

Het Musée Castan bestond in Brussel van 1875 tot 1895. Het bood een curieuze mix van wetenschap en vermaak, met onder meer een wassenbeeldencollectie en freak shows.

## Geschiedenis
Het Panopticum de Maurice Castan opende in 1875 op het Muntplein. De initiatiefnemer en directeur Moritz Castan (1849-1895) was een neef van Louis en Gustav Castan, de broers die in 1869 te Berlijn waren begonnen met een gelijkaardig project (de). Het Brusselse Panopticum was de eerste buitenlandse vestiging. Ze werd onteigend om plaats te maken voor het Hôtel des Postes et des Télégraphes en verhuisde in mei 1888 naar het Musée du Nord, ingericht op de verdieping van de recente Passage du Nord.
De voornaamste attractie van het museum waren de wassen beelden van vorsten, generaals, wetenschappers en criminelen. Ze werden onder meer gemaakt door de jonge Jef Lambeaux, berooid teruggekeerd uit Parijs. Ook werden er nieuwe uitvindingen gedemonstreerd, zoals in 1877 de fonograaf van Edison en later de megafoon. Voorts was er een theaterzaal voor goochelaars, illusionisten, marionettenspel, exotische dansen, freak shows en 'wetenschappelijke' variétéopvoeringen. Bijzonder populair waren de spektakels naar de romans van Jules Verne en het fenomeen van de menselijke zoo: indianen, Lappen en andere 'wilden' trokken zelfs wetenschappers aan die antropologische opmetingen kwamen verrichten en hun bevindingen publiceerden. Een dieptepunt was het gedwongen optreden van de Ona uit Vuurland in februari 1890. De politie greep in en liet ze terugkeren naar hun land (van de oorspronkelijke elf waren er nog zeven in leven). De Ona werden diezelfde maand vervangen door tien Samoanen die biljart speelden onder het zingen van volkse liederen.
Met het overlijden van Maurice Castan in 1895 kwam een einde aan het merkwaardige museum.

## Publicaties
- Catalogue explicatif du Panopticum Castan, 1885
- Catalogue explicatif. Musée de Maurice Castan. Passage du Nord Bruxelles, 1891